# Vînâ
Pour les articles homonymes, voir Vina.
Vînâ (sanskrit IAST : vīṇā ; anglais : veena; hindî : वीणा ; tamoul : வீணை) est un vocable désignant deux familles d'instruments à cordes indiens fort différents : la rudra vînâ au nord de l'Inde et  la sarasvati vînâ, au sud.
La forme la plus ancienne, dont les sources sont attestées dès le IIe siècle av. J.-C. dans la sculpture (bien que mentionnée dans les écrits védiques depuis 3000 ans), est une cithare sur bâton, sans frette, avec deux résonateurs, appelée vînâ ou bîn.
Simple instrument rural (telles l'alapini vînâ, la tuila, l'ekatantri vînâ ou la kinnari vînâ), elle s'est développée par l'ajout de matériaux et de cordes pour donner naissance à la rudra vînâ de l'Inde du Nord au XVIe siècle, instrument de cour de la musique hindoustanie. Celle-ci a ensuite engendré la vichitra vînâ en enlevant les frettes et la toute récente mohan vînâ.
Dans l'Inde du Sud, un instrument communément appelé sarasvati vînâ ou vînâ carnatique est apparu au XVIIe siècle, vraisemblablement par hybridation entre la cithare sur bâton et un luth à manche long d'origine arabe ou persane (comme pour le sitar dans le nord). Il s'agit d'un luth à manche long qui est le principal instrument à cordes pincées de la musique carnatique. Là aussi un développement récent a donné la gottuvadhyam vînâ.
La vina est considérée comme un instrument divin joué par la déesse Sarasvati, qui est généralement représentée avec l'une ou l'autre de ses formes.

## Rudra vînâ  et Vichitra vînâ

### Rudra veena
La rudra vinâ est le plus ancien des instruments à cordes frettées indiens. On la nomme aussi bîn.

#### Lutherie

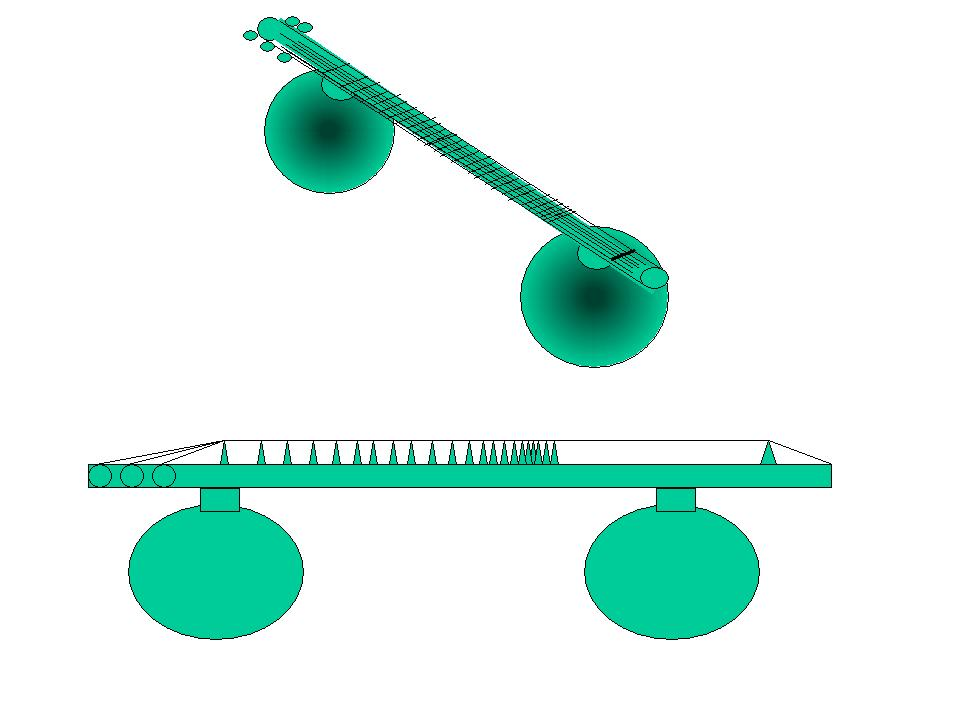
Deux vues d'un schéma d'une rudra vînâ.

Elle est constituée d'une pièce de bambou de 8 cm de diamètre et 125 cm de long, sous laquelle sont fixés deux gros résonateurs (thumba) sphériques (50 à 70 cm de diamètre) faits de courges séchées. Elle a 24 frettes (parda) métalliques, très hautes, permettant d'appuyer et de tirer sur les cordes afin d'obtenir des déclinaisons microtonales et des effets de glissandi. Elle dispose de 7 à 9 cordes, dont 3 ou 4 passant sur les frettes pour le jeu mélodique, 2 ou 3 latéralement pour le jeu rythmique (chikari) et un bourdon (laraj). Il y a trois chevalets, un pour les cordes mélodiques, un pour les cordes rythmiques et un pour le bourdon. Les cordes, très épaisses, sont en acier ou en bronze. Elle peut être rustique ou richement ornée de sculptures (paon, cygne, poisson, dragon, etc.) aux deux extrémités en plus d'application d'or, d'argent ou d'ivoire.

#### Jeu

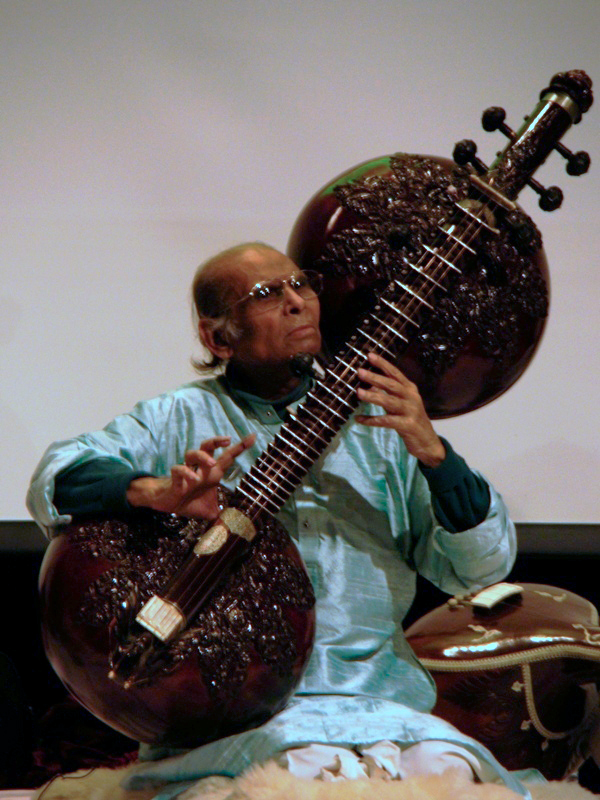
Asad Ali Khan à la rudra vînâ.

La rudra vînâ se joue soit posée horizontalement sur le genou gauche, soit posée verticalement sur l'épaule gauche, du musicien (bînkar) assis par terre. Les doigts de la main droite sont équipés de 2 ou 3 onglets (mezrab) en métal.
Le répertoire est essentiellement la musique indienne, le dhrupad, dont c'est l'instrument roi. Elle s'exécute en suivant des étapes codifiées : alaap, jhor et jhala (long solo introductif sans percussions) puis une ou plusieurs pièces rythmiques accompagnées par le tambour pakhawaj.
Actuellement, en dehors de deux grandes familles (ou écoles : gharânâs) de musiciens représentants des deux types de tenues de l'instrument : Bahauddin Dagar (fils de Zia Mohiuddin Dagar) et Asad Ali Khan, héritiers de traditions ancestrales de musiciens de cour remontant à plusieurs siècles il existe un renouveau d'interprètes et d'auditeurs de cet instrument.  
Jyoti Hegde (en), par exemple, est une musicienne indienne de Dhrupad qui se produit sur diverses scènes à travers le monde, elle compte parmi les rares artistes féminines à avoir acquis une grande notoriété. 

### Vichitra vînâ
La vichitra vînâ (ou viçitra vînâ) est une autre forme assez ancienne de l'instrument autrefois appelée ektantri vînâ ou batta bîn.

#### Lutherie
L'instrument est dénué de frettes ; le corps est une pièce de bois creusée semi-cylindrique. Elle trouve son exact correspondant dans la tradition musicale d'Inde du Sud, sous le nom de gotuvadyam (ou chitrabîn). La vichitra vina est aujourd'hui très rare et en voie de disparition.

#### Jeu
La vichitra vînâ se joue placée horizontalement devant le musicien, qui en joue au moyen de 2 onglets en métal à la main droite, tout en faisant glisser sur les cordes, soit une pierre de marbre, soit une sphère de verre, tenu dans la main gauche, afin d'obtenir les déclinaisons mélodiques.
Actuellement il n'y a que peu d'interprètes connus de cet instrument : Gopal Shankar Mishra, Gopal Krishan, Lalamani Mishra.
D'autres musiciens ont pris la relève : Mustafa Raza, Ajit Singh, Giovanni Richizzi.

## Sarasvati vînâ et Gottuvadhyam vînâ

### Sarasvati veena

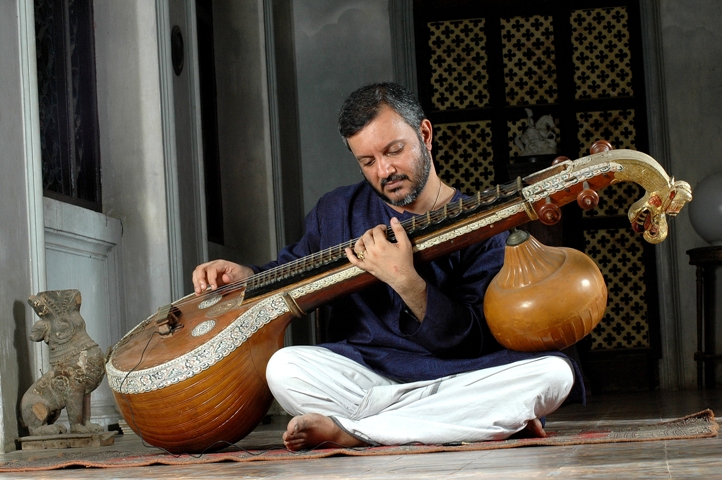
Sarasvati vînâ

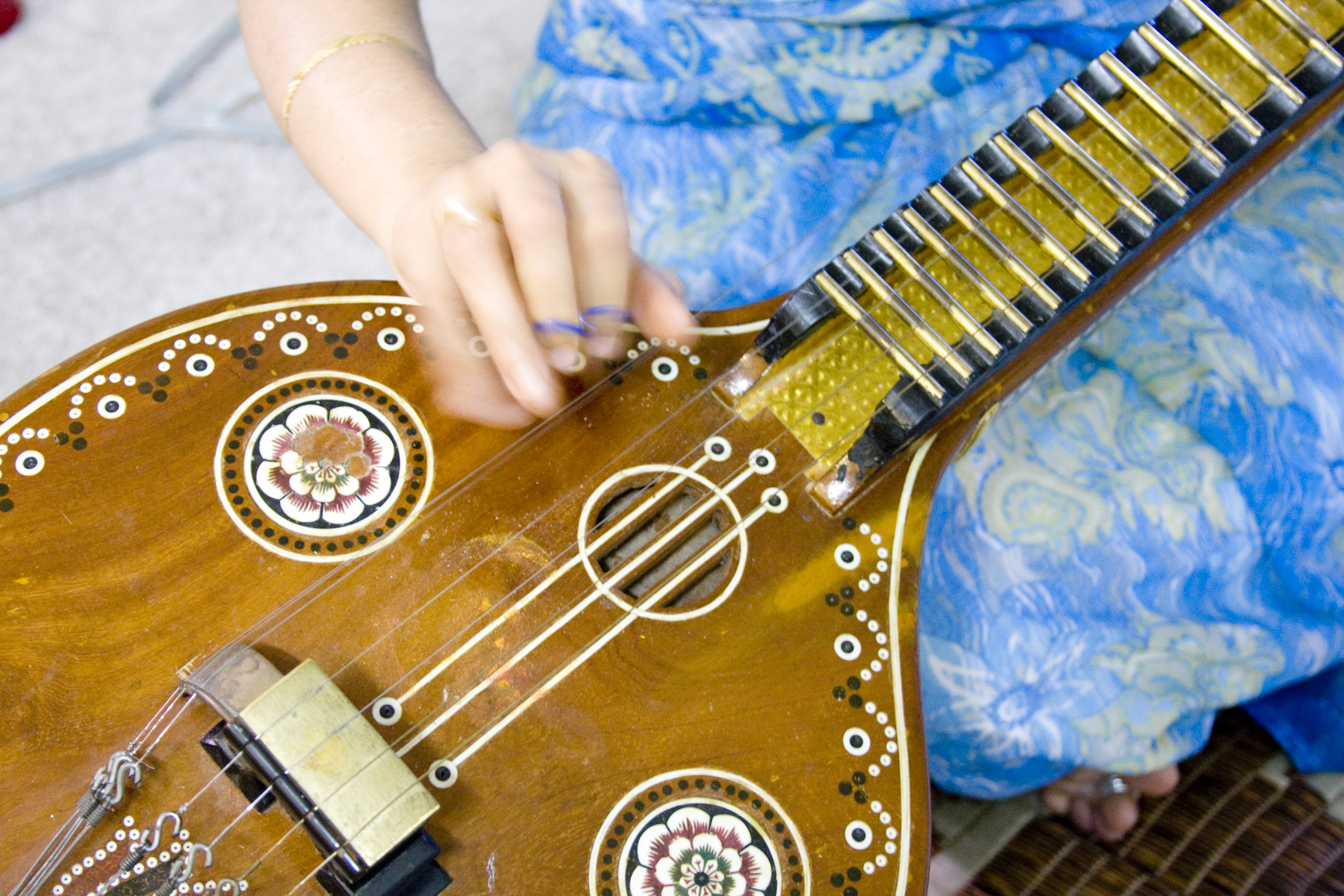
Détail de la touche et des chevalets

#### Lutherie
La morphologie de la veena a beaucoup évolué à travers les âges. La forme actuelle de la Sarasvati vînâ ressemble à un gros luth dont la caisse de résonance est en bois dur (jacquier ou teck). Il est creusé sur plus d’un mètre de long, servant de manche, aux extrémités desquelles sont fixées deux caisses : une calebasse ou une gourde faite de papier mâché et un corps de résonance en bois. Le manche de l’instrument se termine par une sculpture représentant la tête d’un dragon préhistorique. Sur le manche sont fixées à l'aide de cire, 24 frettes de cuivre très incurvées.
Chaque frette marque un demi-ton, donnant à la vînâ une échelle totale de trois octaves et demie. L'instrument a 7 cordes d’acier, divisées en deux groupes:
- 4 cordes de jeu, sur un chevalet droit. La disposition des cordes est inversée par rapport à la plupart des instruments à cordes, la plus aigüe étant située plus proche de la tête du musicien.
- 3 cordes de bourdon, pour le rythme, sur un chevalet courbe fixé au-dessus du chevalet principal.

Il n'y a pas de cordes sympathiques. L'ambitus est de deux octaves.

#### Jeu
La vînâ est posée sur le genou gauche mais passe parfois devant la poitrine pour reposer sur l'épaule gauche. C'est un instrument imposant et lourd. Le musicien a 3 onglets à la main droite, lui permettant de pincer les cordes.
Elle se joue soit en solo, accompagnée du tambour mridangam, soit en petit orchestre d'accompagnement du chant.
Parmi les nombreux interprètes actuels (dont beaucoup sont des femmes), on retiendra les noms de S. Balachander.

### Gottuvadhyam vînâ

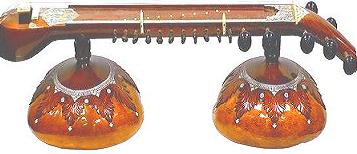
Gottvadhyam

Il existe là aussi une rare forme fretless (« sans frettes ») : gottuvadhyam vînâ (ou chitravina, chitra vina, mahanataka vina) dont N. Ravikiran est l'interprète principal.

## Mohan vînâ

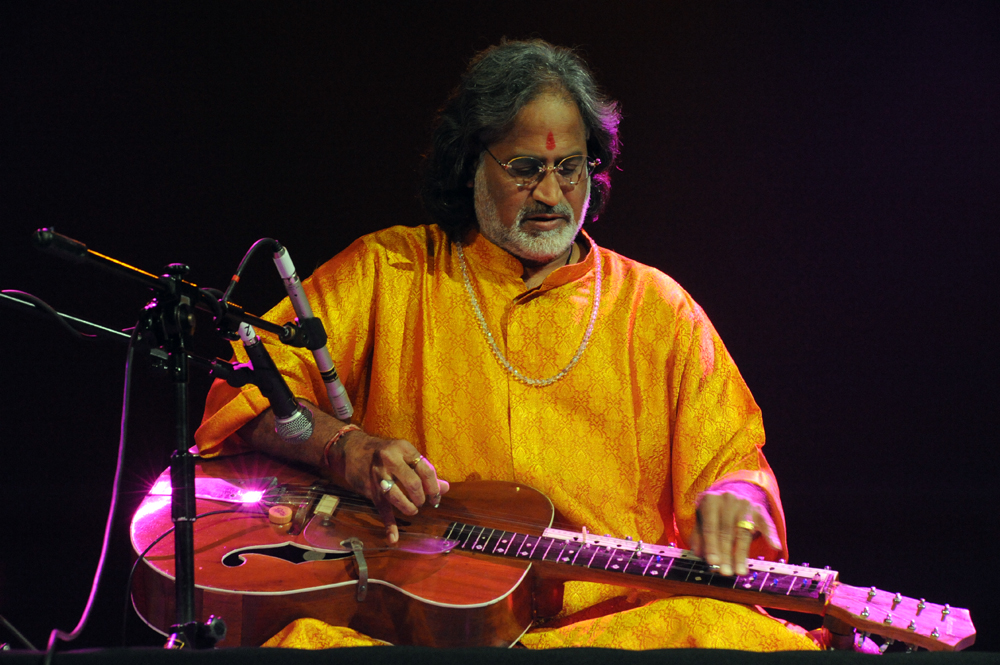
Mohan vînâ

La mohan vînâ, mise au point par Vishwa Mohan Bhatt qui en est l'interprète principal, est un instrument hybride, dérivé de la guitare hawaïenne. À la suite de Brij Bhushan Kabra, le premier guitariste indien de raga sanjît, V. M. Bhatt a modifié une guitare en s'inspirant de la vichitra vînâ, notamment dans la disposition des cordes sympathiques et des bourdons. D'autres guitaristes jouent sur des guitares hawaïennes plus ou moins modifiées, tels DebashishBhattacharya (en) ou Krishan Sharma, le fils du grand joueur de vichitra vînâ Gopal Krishan.